# Катаракта
Сива мрена или катаракта (грч. καταρράκτης; лат. cataracta) представља замућење очног сочива што доводи до слабљења вида. Назив потиче од грчке речи καταρράκτης што значи водопад. Предео зенице код катаракте је бео као водопад и видљив је.

## Узроци
Постоје многи узроци настанка катаракте. Код деце она може да буде развојна аномалија или да настане после неких инфекција мајке током трудноће. То је урођена катаракта. Повреда ока, ултраљубичасто зрачење, шећерна болест, дуготрајна употреба неких лекова као што су кортикостероиди могу да допринесу настанку такозване секундарне катаракте. Најчешће катаракта настаје код старих људи, као део процеса старења и тада се назива старачка катаракта. Она чини 90% свих катаракти. Обично се јавља после 60. године живота. Узрок настанка катаракте још се не зна. Проблем је највероватније у поремећају метаболизма сочива. Стадијуми развоја катаракте су: почетна, незрела, зрела и презрела. Када катаракта постане потпуно бела она се назива зрела катаракта. Тада проузрокује потпуни губитак вида и може довести до запаљења и болова у оку.

## Симптоми
Најважнији симптом катаракте је смањена оштрина вида. Почетна катаракта доводи до малог оштећења вида. Интензивнија катаракта доводи до већег оштећења вида, а потпуно замућено сочиво доводи до губитка вида. 
Други симптоми катаракте могу бити жућкаста пребојеност и благо блештање свега око болесника (као да се гледа кроз жути филтер) и дупле слике. Некада болесници, у почетној фази развоја катаракте, примете да им је вид на близину бољи него што је био, јер се са развојем болести повећава преломна моћ сочива. Сви симптоми катаракте могу бити последица и неке друге болести ока, због чега је обавезан преглед код очног лекара.
Доказано је да су шансе за развијање катаракте мање уколико се једе добро балансирана храна, не излаже превише ултравиолетном зрачењу, носе заштитне наочаре са филтером као и уколико се добро контролише и лечи шећерна болест.

## Лечење

### Неоперативно
Пошто се не зна тачан механизам настанка катаракте, може се рећи да не постоји лек који ће сигурно да спречи формирање катаракте или ће избистрити већ замућено сочиво. Када је катаракта почетна, промена диоптрије на наочарима може да помогне (са замућивањем сочива повећава се његова преломна моћ, па је са новом корекцијом слика нешто боља али и даље слабија него пре појаве болести). У неким случајевима стављање капи за ширење зеница може да помогне. Када ни промена диоптрије на наочарима ни капи за ширење зенице више не помажу, онда тренутно једини начин лечења катаракте је оперативним путем.
Међутим, научна истраживања указују на будуће нове стратегије у превенцији и лечењу катаракте неоперативним путем помоћу ланостерола, с обзиром да су експерименти, до сада изведени само на псима (лат. in vivo) и зечевима (лат. in vitro), показали да ланистерол може умањити катаракту и увећавати транспарентност очног сочива.

### Оперативно
Оперативно лечење катаракте подразумева отклањање замућеног сочива из ока. У већини случајева истовремено се ради и уградња вештачког, пластичног сочива.
Вештачко сочиво се производи у различитим диоптријама. Пре операције лекар мора да уради ултразвучни преглед ока да би одредио диоптрију која је потребна болеснику. Вештачко сочиво је провидно, не осећа се нити види, оно уградњом постаје трајни део ока. Међутим, код неких особа не може се операцијом уградити вештачко сочиво. Оне морају да носе мека контактна сочива или наочаре са великим увеличањем. На дан операције болесник не сме да једе. Може да добије благи седатив, односно лек за смирење. Локални анестетик се даје поред уха и поред ока. Болесник има осећај печења током давања анестезије. Обично је будан и релаксиран током операције. Анестетичар или анестезиолог су поред њега све време током операције. Уколико болесник захтева, и за то постоје услови, уместо локалне може да се оперише у општој анестезији. Два су начина за одстрањење замућеног сочива хируршким захватом: ултразвуком (факоемулзификација) и екстракапсуларно (стандардна метода). Факоемулзификација је метода којом лекар направи мали рез са стране рожњаче па стави танку сонду кроз коју пролазе ултразвучни таласи који омекшавају и ломе замућени део сочива. Ти делови се потом сондом усисавају и одстрањују. Ова метода омогућава брзи опоравак и брже враћање болесника уобичајеним животним активностима, јер је оперативна рана мала и не шије се. Код ексракапсуларне операције катаракте прави се дужи рез са стране рожњаче и одстрани тврди део сочива, а остатак сочива се одстрани усисавањем.